# Bebhionn (księżyc)
Bebhionn (Saturn XXXVII) – mały księżyc Saturna odkryty 12 grudnia 2004 roku przez Scotta Shepparda, Davida Jewitta i Jana Kleynę. Elementy orbity wyliczył Brian Marsden.
Należy do grupy galijskiej księżyców nieregularnych, krąży po nachylonej orbicie o dużym mimośrodzie.
Jest jednym z kilkunastu satelitów Saturna odkrytych w 2004 roku, po 23 latach od przelotu sondy Voyager 2 przez system tej planety. Nazwa księżyca pochodzi z mitologii irlandzkiej, od imienia bogini Bébinn.